# Chumbawamba
Chumbawamba — британская рок-группа, образовавшаяся в 1982 году в Бернли, Англия, начинавшая в анархо-панке, но постепенно менявшая стиль, используя многочисленные веяния поп-, синт-поп-, фолк- и этнической музыки. Международную известность Chumbawamba приобрели, когда в 1997 году подписали большой контракт с EMI и вошли в первые десятки основных мировых хит-парадов с синглом «Tubthumping» (до него группа более десяти лет пребывала в полной безвестности, причём главной мишенью сатиры её были именно «мажорный» рок-бизнес и поп-звездность). Значительный успех имели и другие синглы группы: «Enough is Enough» (при участии MC Fusion), «Timebomb», «Top of the World (Ole, Ole, Ole)», «On eBay», «Jacob’s Ladder (Not in my Name)», «Add Me».
Постепенно отказавшись от внешних проявлений агрессии (в звуке, имидже и т. д.), группа сохранила связь с идеями и культурой анархизма, а вместе с ними — и непочтительное отношение к любым формам власти. Основными темами творчества Chumbawumba остаются насилие в семье, религия, расизм, фашизм, войны, гомосексуальность, информационная технология, поп-культура, общество потребления, борьба рабочего класса за свои права.

## Название
Участники группы, отвечая на вопрос о происхождении названия группы, всегда отвечали, что оно не имеет смысла. Согласно официальному FAQ:

Chumbawamba ничего не означает. В начале 1980-х, когда мы образовались, появилось множество групп с самыми банальными названиями. То было время 'peace punk'-движения, и невозможно было пройти мимо молодёжного клуба, чтобы не наткнуться на майку с Disorder, или Subhumans, Decadent Youth или Anthrax. Нам понравилось название Chumbawamba, потому что оно ни к чему не обязывало. Thatcher On Acid было неплохое название, но им повезло, что Тэтчер оставалась у власти 11 лет… Нам нужно было название, которое бы не устаревало.

В интервью Элис и Бофф утверждали, что «Chumbawamba» звали куклу-символ футбольного клуба «Walford Town», и что оно попалось им на глаза в альманахе «Rothman’s Yearbook», сборнике фактов и цифр, касавшихся истории английского футбола. «…Нам показалось это название смешным, вот мы и решили его использовать», — говорил Бофф. Известно, что в Англии никогда не было клуба «Walford Town», хотя это название упоминалось в сериале BBC «EastEnders».
«Название команды появилось из сна лидера группы»; ему привиделось, что он хотел в туалет, но не мог понять, куда идти, ибо на дверях вместо привычных значков «М» и «Ж» было написано «Chumba» и «Wamba».

## История группы
Chumbawamba образовались в Бернли в 1982 году. Ядро коллектива составили бывшие участники группы Chimp Eats Banana: Аллан Уэйли (англ. Allan «Boff» Whalley), Данберт Нобакон (англ. Danbert Nobacon, наст. имя — Найджел Хантер), Мидж (англ. Midge). Вскоре к ним присоединилась Лу Уоттс (англ. Lou Watts), специалист по компьютерам.

### Дебют
В январе 1982 года группа дала свой первый концерт, после чего дебютировала на виниле, предложив трек «Three Years Later» для альбома-сборника Bullshit Detector, вышедшего на Crass Records. Трек «Skin Disease» (представленный как композиция одноимённой группы) был включён в Oi!-компиляцию составленную Гарри Бушеллом.
В числе основных влияний на раннем этапе творчества участники группы называли The Fall, PiL, Wire, Adam and the Ants и Crass; последние произвели впечатление на Chambawamba прежде всего своей анархистской идеологией.
К концу 1982 года состав группы был расширен: в него вошли Элис Наттер (англ. Alice Nutter, участница группы Ow, My Hair’s on Fire) и Данстан Брюс (англ. Dunstan Bruce, из Men in a Suitcase): пара сквоттеров живших в Армли, Лидс. К ним присоединились также Гарри Хэймер (англ. Harry «Daz» Hamer) и Дэйв Диллон (англ. Dave «Mavis» Dillon), участники The Passion Killers, группы, с которой Chumbawamba появились на одной из компиляций.

#### Анархо-панк. Agit-Prop-релизы
Всё это время Chumbawamba находились в первых рядах анархо-панк-движения: они играли в пустующих зданиях и небольших залах, в основном благотворительные концерты «в поддержку» — забастовок шахтёров, антитэтчеровских меропритяий, маргинальных политических и социальных сообществ. Полицейские рейды на их концертах стали привычным явлением. Множество записей группы было включено во всевозможные кассетные компиляции.
К середине 1980-х годов Chumbawamba начали выпускать материал в виниловом формате на собственном лейбле Agit-Prop Records, первоначально называвшемся Sky and Trees Records.
Первым релизом группы стал Revoultion EP (1985), тираж которого быстро разошёлся и был переиздан: пластинка поднялась до #4 в UK Indie Chart и оставалась в списках 34 недели.

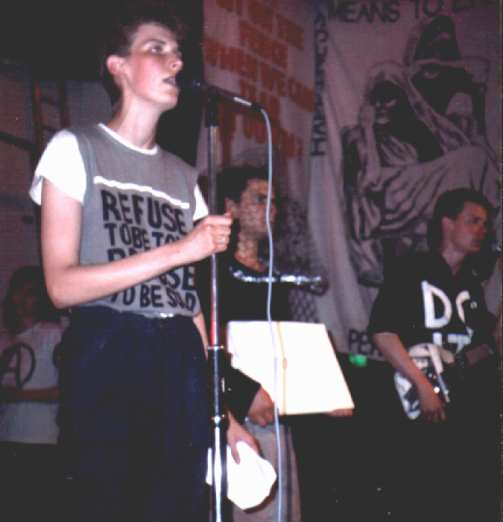
Сhumbawamba. Концерт в библиотеке. Лутон, 1985

Дебютный альбом Pictures of Starving Children Sell Records: Starvation, Charity and Rock 'n' Roll — Lies and Tradition (1986) уже в самом заголовке указывал на главную мишень: это была критика благотворительного музыкального марафона Live Aid, который, как считали музыканты, служил косметическим спектаклем, лишь отвлекавшим внимание от реальных политических причин голода в странах Африки.
Chumbawamba провели европейское турне с группой The Ex, после чего оба состава объединились и — как Antidote — выпустили Destroy Fascism! EP, созданный во многом под влиянием хардкор-группы Heresy, также участвовавшей в их гастролях.
Второй альбом группы Never Mind the Ballots...Here's the Rest of Your Lives (1987) вышел в момент проведения всеобщих выборов в Великобритании: мишенью группы стали здесь сами основы британской демократии. Альбом Let It Be Chumbawamba выпустили (как Scab Aid) под псевдонимом Scum, таким образом высмеяв прошедший в то же время благотворительный релиз одноименной битловской песни супергруппой Ferry Aid, в пользу пострадавших от катастрофы на пароме в Зеербрюгге.
Альбом 1988 года English Rebel Songs 1381-1914 был действительно составлен из народных песен указанного исторического периода, протестовавших, в основном, против налогообложения: он заметно отличался по стилистике от предыдущих работ. Альбом стал бестселлером в Германии.
В конце 1980-начале 1990-х годов в музыке Chumbawamba стали проявляться влияния музыки техно и рэйв-культуры. Лишь в это время участники группы оставили свои места постоянной работы, чтобы сконцентрироваться на музыкальной деятельности. После выхода альбомов Slap! (1990) стало ясно, что группа всё дальше отходит от своих анархо-панк-корней: здесь ею был уже активно использован семплинг. Следующий альбом предполагалось выпустить под заголовком Jesus H. Christ, но уже перед самым релизом он был запрещён, поскольку группе не удалось получить разрешение на исполнение песен Кайли Миноуг, Пола Маккартни и ABBA. Альбом Shhh (1992) был и посвящён вопросу авторских прав. В 1990 году Chambawamba провели своё первое турне по США.
После того, как Джейсон Донован подал в суд на журнал The Face, предположивший в нём гомосексуальные наклонности, Chumbawamba отпечатала сотни маек Jason Donovan — Queer As Fuck (рус. Джейсон Донован - тот ещё извращенец), которые распространила бесплатно в качестве приложения к синглу «Behave».

#### Контракт с One Little Indian
Подписав контракт с лейблом One Little Indian Records, группа выпустила альбом Anarchy (1994), в текстах которого осталась столь же бескомпромиссной: его основными темами стали гомофобия, неонацизм и некоторые вопросы текущего британского законодательства (принятие законопроекта Criminal Justice Act).
Альбом вошёл в Top-30 национального хит-парада, также определённый успех имели синглы из него — «Timebomb» и «Enough Is Enough» (с участием MC Fusion, рэпера из Credit to the Nation). Концертные выступления Chumbawamba в поддержку альбома также были записаны и оказались на виниле: вышел Showbusiness (1995), первый концертный альбом группы.

One Little Indian решил перевыпустить бэк-каталог Chumbawamba: так три первых альбома впервые появились на CD. Дебютный Pictures Of Starving Children Sell Records (1985) и второй, Never Mind The Ballots (1987), были впоследствии переупакованы и вышли двойником под заголовком First 2.

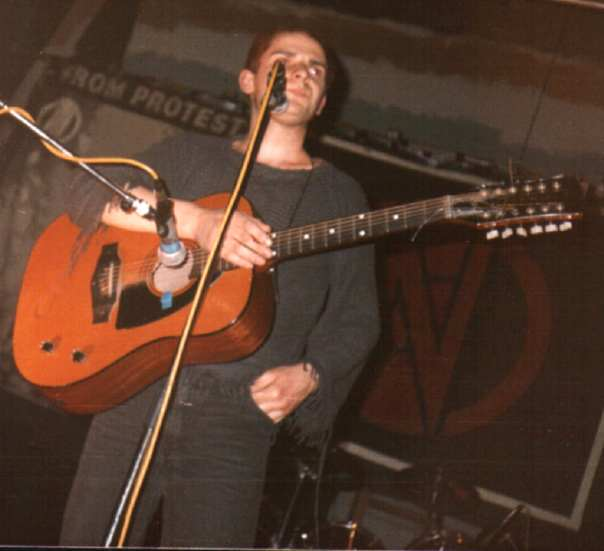
Данберт Нобакон, Лидс, 1986

Chumbawamba вскоре расстались с One Little Indian: причиной разрыва явился недостаточный по мнению лейбла коммерческий успех концептуального альбома Swingin With Raymond (1996), о человеке, вытатуировавшем «Любовь» на одной руке, «Ненависть — на другой». Но прежде группа выпустила здесь CD Portraits Of Anarchists (рус. Портреты анархистов), вышедший приложением к книге Трэйси Орр того же названия. (За год до этого гитарист Бофф женился на Орр).

#### Годы в EMI
Со стороны казалось, что всё идёт своим чередом, когда Chumbawamba вдруг подписались к EMI, сделав ход, который возмутил и озадачил всех, кто поддерживал антикорпоративные идеи, прежде проповедовавшиеся группой. Некоторые песни раннего репертуара группы прямо критиковали данную корпорацию, в 1989 году Chumbawamba приняла участие в создании компиляции под объясняющим её содержание заголовком Fuck EMI.
Анархо-панк-группа Oi Polloi, с которой Chumbawamba гастролировала и сотрудничала при работе над (вышедшим под эгидой Punk Aid) Smash the Poll Tax EP, даже выпустили «античамбавамбовский» мини-альбом Bare Faced Hypocrisy Sells Records.
Группа аргументировала своё решение тем, что EMI разорвала все свои связи с производителями вооружения Thorn, и что, как показывает опыт, в капиталистическом обществе любая компания работает по капиталистическим принципам («Наш прежний лейбл One Little Indian не нёс никакой зловещей символики, как EMI, но они были мотивированы получением прибыли, и ничем другим»). Считалось также, что получив коммерческую независимость, группа таким образом сможет донести свои идеи до более широкой аудитории.
«Tubthumping» (UK #2, US #6), ставший главным хитом группы за всю её карьеру, на первый взгляд (особенно без вкладки, которая была по юридическим причинам «вынута» из американского варианта одноимённого альбома) имел совершенно аполитичный текст. Однако впоследствии многие отмечали, что это прежде всего — рабочая песня; «гимн», прославляющий способность «простого человека» радоваться жизни, невзирая на невзгоды.
Следующий хит, «Amnesia» (#10 UK) имел более острую социальную направленность; в США он не вошёл в чарты. Зато в это время Chumbawamba устроили очередной скандал — в знак протеста против отказа лейбористского правительства поддержать забастовку ливерпульских докеров. На церемонии вручения Brit Awards 1998 года группа исполнила «Tubthumping» с изменённым текстом — «Новые лейбористы предали докеров и точно так же они предадут нас всех» (англ. New Labour sold out the dockers, just like they’ll sell out the rest of us), после чего вокалист Данберт Нобакон вылил кувшин c водой на голову сидевшего в первых рядах Джона Прескотта, заместителя премьер-министра.
Другую акцию того же рода устроила Элис Наттер, которая, выступая в телепрограмме американской компании ABC Politically Incorrect призвала тех своих поклонников, которые не могут позволить себе купить компакт-диски, воровать их с прилавков универмагов, таких как HMV или Virgin. После этого компания Virgin сняла альбом с продажи в своих магазинах и начала продавать его из-под прилавка.
В 1998 году EMI выпустила сборник песен группы 1985—1998 годов под заголовком Uneasy Listening, куда материал альбома Tubthumper включён не был. Тогда же вышел (только в Японии) и мини-альбом Amnesia, где были представлены стилизованные под кантри-энд-вестерн песни «Tubthumping» и «Amnesia», а также более старые вещи, такие как «Mouthful Of Shit».
В качестве подарка на милленниум группа выслала всем своим клиентам-подписчикам выпущенный ограниченным тиражом сингл «Tony Blair», текст которого был выполнен как письмо бывшему возлюбленному, нарушившему все свои обещания. Два года спустя подобным образом был распространён ещё один бесплатный сингл: переработанная версию битловской песни «Her Majesty» — к золотому юбилею Королевы Великобритании. В 1999 году группа выпустила The ABCs of Anarchy EP, сплит с Negativland.
В 2000 году Chumbawamba выпустили альбом WYSIWYG, куда, в числе прочих, вошёл кавер песни The Bee Gees «New York Mining Disaster». Синглом вышел трек «She’s Got All The Friends That Money Can Buy», на обратную сторону которого была помещена песня «Doomed Flight 1721», где перечислялись все люди, которым по мнению группы следовало бы исчезнуть: в списке оказались Тони Блэр, Эли Макбил и Боно.

#### Уход из EMI. MUTT Records
В 2001 году Chumbawamba расстались с EMI, заявив позже, что получили от корпорации всё, что хотели. Согласно Allmusic, EMI, обеспокоившись общественной реакцией на антикорпоративные идеи группы, выраженные в текстах, решила с нею расстаться. Некоторое время группа сохраняла «непривычное для себя безмолвие», но затем режиссёр Александр Кокс предложил ей записать музыку к фильму «Revenger’s Tragedy». (Полный саундтрек Chumbawamba выпустили в 2003 году.) Последовал сборник Shhhlap!, составленный из материала двух ранних альбомов, Shhh и Slap!.
К 20-летию со дня образования Chumbawamba собрали все свои видео и любительские киноплёнки и выпустили их под заголовком «Well Done, Now Sod Off» в форме документального фильма. Заголовок был заимствован из одной из ранних статей о группе.
В 2002 году Chumbawamba образовали собственный лейбл MUTT Records, исключительно для британских релизов. Здесь вышел Readymades, 11-й студийный альбом группы, в котором фрагменты народной музыки были соединены с ритмами современной клубной музыки. В США альбом вышел под заголовком Readymades and Then Some с приложением в виде DVD, куда вошли отрывки из «Well Done Now Sod Off» и ремиксы на «Tubthumping».
На MUTT вышла также «Sic — Adventures in Anti-Capitalism», брошюра, в которую вошли политические и музыкальные эссе друзей ансамбля.
В 2002 году компания General Motors заплатила Chumbawamba $100,000 за использование песни «Pass It Along» из альбома WYSIWYG в телерекламе Pontiac Vibe. Chumbawamba раздали деньги антикорпоративным группам активистов Indymedia и CorpWatch, которые использовали полученные средства для того, чтобы начать информационную кампанию против GM, связанную, в основном, с вопросами экологии.

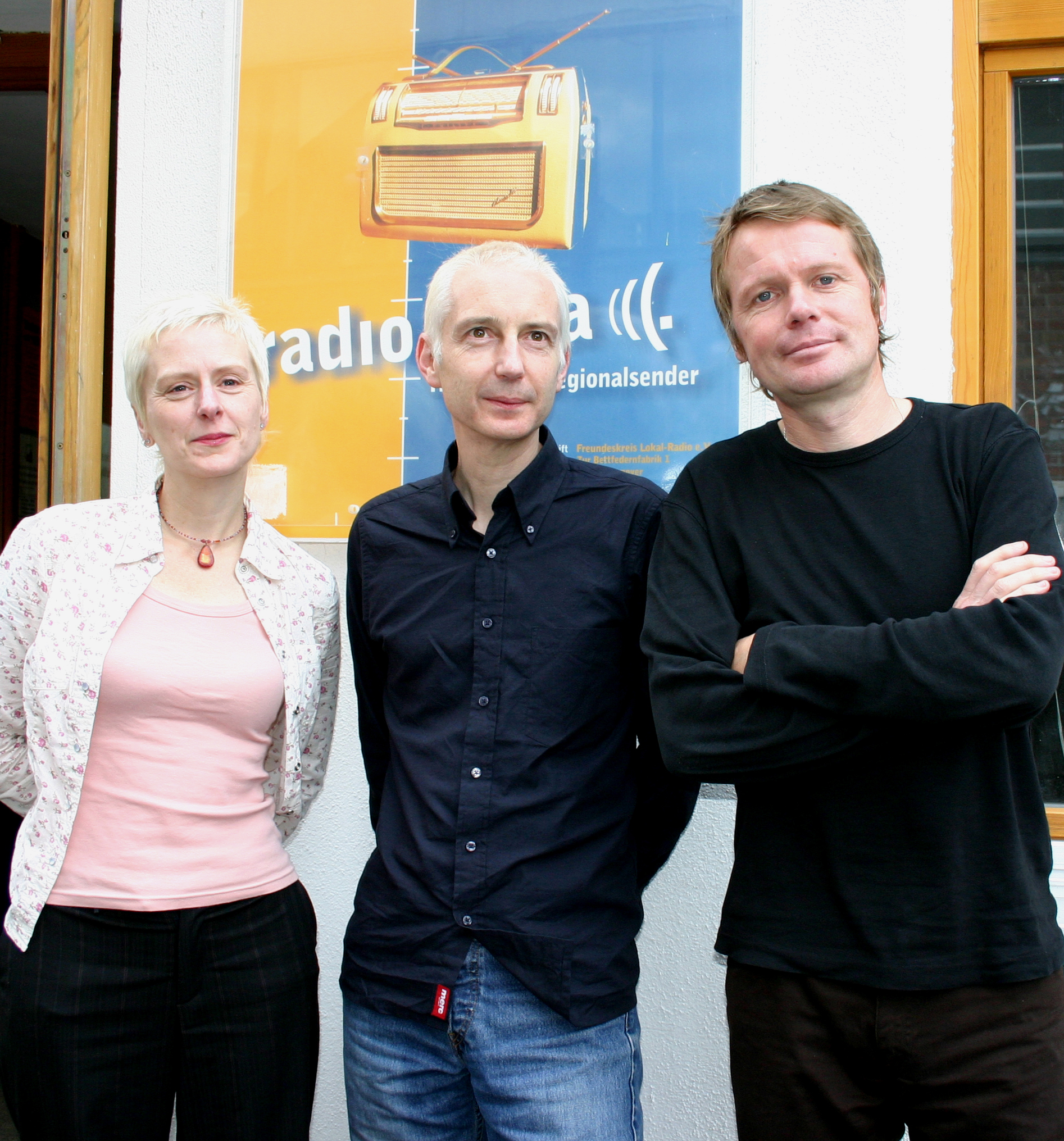
Аббот, Фергюсон и Уолли. 2006

Почувствовав, что обладает достаточным вокальным потенциалом для более качественной презентации материала, группа перезаписала в новых версиях альбом English Rebel Songs 1381—1914, дополнив его треком «Coal Not Dole» (который тем самым расширил песенную хронологию до 1984 года).
В 2004 вышел альбом UN, выполненный в том же стиле folktronic и насыщенный элементами этнической музыки. В числе тем было — разграбление музеев в Ираке («On eBay»).

#### Переход в акустику. No Masters Records
В 2005 году сокращённые до «акустического» квартета Chumbawamba (Бофф Уолли, Лу Уоттс, Джуд Эббот, Нейл Фёргюсон) в 2005—2006 годах провели лишь серию небольших гастролей по клубам Британии и некоторых европейских стран. Именно этот состав записал A Singsong and a Scrap, выпущенный в 2005 году на No Masters Records, за которым последовал концертный альбом Get on with It: Live, записанный в ходе турне 2006 года: репертуар был составлен из акустических версий старых песен.
Элис Наттер занялась драматургией. В 2006 году её драма «Love and Petrol» (с музыкой Гарри Хэймер) прошла в одном из театров Брадфорда. За ней последовали пьесы «Foxes» (для West Yorkshire Playhouse, 2006) и «Where’s Vietnam?» (Red Ladder, 2008). Данберт в 2007 году выпустил свой второй сольный альбом Library Book Of The World (первый, The Un-fairy Tale, вышел в 1985 году и был перевыпущен в 1997).
В 2007 году Chumbawamba выступили на фестивале в Гластонбери. Новый альбом The Boy Bands Have Won вышел в марте 2008 года и был в основном выдержан в жанре акустического фолка.
В ноябре 2009 года на официальном сайте группы было объявлено о том, что релиз нового альбома намечен на март следующего года. И альбом «ABCDEFG» вышел 1 марта 2010 года.

#### Закрытие проекта
8 июля 2012 музыканты Chumbawamba официально заявили о своём распаде. На официальном сайте коллектив объявил о решении прекратить свою деятельность:

Это именно конец, без всяких хныканий и воссоединений. Тридцать лет идей и мелодий, бесконечных встреч и европейских туров, пресс-релизов, хорового пения и дадаизма подошли к концу.

## Дискография

### Альбомы
- Pictures of Starving Children Sell Records (1986)
- Never Mind the Ballots (1987) (аллюзия на Never Mind the Bollocks)
- English Rebel Songs 1381-1914 (1988)
- Slap! (1990)
- Shhh (1992)
- Anarchy (1994)
- Swingin' with Raymond (1995)
- Tubthumper (1997)
- WYSIWYG (2000)
- Readymades (2002)
- English Rebel Songs 1381—1984 (2003)
- Un (2004)
- A Singsong and a Scrap (2005)
- The Boy Bands Have Won (2008)
- ABCDEFG (2010)
- Big Society! (2012)